# Massimo Barra
Massimo Barra (Roma, 22 agosto 1947) è un medico italiano esperto nel trattamento delle dipendenze, Presidente emerito della Croce Rossa Italiana, già Presidente della Commissione Permanente del Movimento Internazionale della Croce Rossa e della Mezzaluna Rossa e Vicepresidente della Federazione internazionale delle società di Croce Rossa e Mezzaluna Rossa, Fondatore di Villa Maraini ETS.

## Biografia
Entrato fin dall'età di otto anni in Croce Rossa, ne ha assunto molteplici funzioni fino ai massimi vertici in Italia, come presidente nazionale della CRI, e a livello internazionale, come presidente della Commissione Permanente di Croce Rossa e Mezzaluna Rossa.
Barra è stato uno tra i primi medici in Italia a prendersi cura professionalmente dei tossicodipendenti. Ha iniziato questa attività dal 1974 presso il Centro delle Malattie Sociali del Comune di Roma e due anni dopo ha costituito la Fondazione Villa Maraini, da lui diretta per più di 30 anni.
È stato primario della Clinica "Madonna del Tufo" dal 1986 al 2005. Nel 1993 e 1994 è stato assessore alle Politiche della Solidarietà della Provincia di Roma.
Per la Croce Rossa ha effettuato oltre 450 missioni in più di 120 paesi.
Barra è stato per 8 anni presidente nazionale dei Pionieri della Croce Rossa e per 21 anni ispettore nazionale dei 70.000 Volontari del Soccorso attivi in 1.050 località su tutto il territorio nazionale.
Dopo un lungo periodo in cui la Croce Rossa Italiana è stata diretta da commissari straordinari, l'11 dicembre 2005 Massimo Barra è stato eletto presidente nazionale della Croce Rossa Italiana con 623 preferenze su 637 votanti, succedendo a Maurizio Scelli. Ha ricoperto questa carica fino al 30 ottobre 2008.
A Ginevra alla Federazione Internazionale delle Società di Croce Rossa e Mezzaluna Rossa Massimo Barra è stato presidente della Commissione Giovani dal 1974 al 1982, presidente della Commissione Sviluppo dal 1981 al 1990 e dal 2005 al 2008, vice presidente dal 28 aprile 2004 al 2005, inviato speciale per la Salute (2019-2021), e dal 2012 ricopre l'incarico di presidente della Partnership on Substance Abuse.
Nel 2003 è stato alternate board member del Fondo globale per la lotta all'Aids, la tubercolosi e la malaria (GFATM).
Dal 2007 al 2019 è stato componente della Commissione Permanente della Croce Rossa e Mezzaluna Rossa, ricoprendo il ruolo di vice presidente da novembre 2007 a novembre 2009 e presidente da novembre 2009 a novembre 2011.
Nel 2023 vince il Premio Gilead Community Awards 2023 "per l'eccezionale contributo alla propria comunità".
È stato presidente di ERNA (il network europeo di Croce Rossa su HIV, epatiti e droga) dal 1998 al 2003 e poi di nuovo dal 2015. È l'ideatore del manifesto per una politica umanitaria sulle droghe Rome Consensus,  presentato alle Nazioni Unite (UNODC) a Vienna nel 2020.
È autore di centinaia di articoli e pubblicazioni a stampa, aventi per tema la Croce Rossa e la politica umanitaria sulle droghe da lui promossa. È stato il primo al mondo a promuovere l'uso del Naloxone da parte di personale non medico in caso di overdose, strategia che ha consentito di salvare la vita a oltre 3.000 persone tossicodipendenti nelle strade di Roma attraverso le attività quotidiane di riduzione del danno.

## Impegno umanitario
Ha partecipato a numerose azioni di soccorso in occasione delle principali emergenze in Italia e all'estero, tra cui l'alluvione di Firenze, i terremoti del Belice, del Friuli, dell'Irpinia e di Umbria e Marche, la carestia del Sahel, tsunami in Sri Lanka. Si è recato  regolarmente in zone di guerra per favorire azioni di pace tra popoli, attraverso il coinvolgimento delle stesse Società Nazionali della Federazione Internazionale di Croce e Mezzaluna Rossa: Afghanistan e Siria, Iraq, Yemen, Libano, Sri Lanka, Nord Corea, Kenya e Tajikistan, favorendo il dialogo, la tutela dei diritti umani e operazioni per l'evacuazione di civili dai teatri di guerra.
Nel 1980 inoltre, fu tra i primi a capire la necessità di aprire un dialogo con la Cina comunista, recandosi di persona nel paese, iniziando a far uscire dall'isolamento la Croce Rossa locale. Nel 1981 ha ricevuto presso il Senato francese a Parigi il premio internazionale "Albert Schweitzer", assegnato a personaggi che si sono distinti nell'azione umanitaria e di pace.
Il suo impegno per la pace, talvolta, è avvenuto in modo diretto, come nel caso di Israele e Palestina dove favorì il dialogo tra  i presidenti delle rispettive società come anche nel corso di una missione ufficiale a Pyongyang, in cui fece incontrare le delegazioni di Croce Rossa delle due Coree per favorire il dialogo e la collaborazione tra le due società nazionali consorelle.
Ha compiuto missioni in tutti i continenti, contribuendo allo sviluppo di programmi di diplomazia umanitaria, di pace per il pieno accesso alle cure delle persone vulnerabili. Da sempre è impegnato per il riconoscimento della dignità e dei diritti umani, soprattutto per le persone con disturbi da dipendenze patologiche, per abbattere lo stigma e i pregiudizi e facilitare l'accesso universale a programmi terapeutici, influenzando leader e persone di qualsiasi ceto sociale, promuovendo un approccio umanitario in materia di droga. Si è sempre dichiarato contro la War on Drugs, diffusa dopo gli anni settanta quando la repressione a livello mondiale era considerata l'unica soluzione, provocando centinaia di migliaia di morti. Gli importanti risultati raggiunti attraverso le attività di riduzione del danno portate avanti dalla sua Fondazione nelle periferie di Roma, iniziata nei primi anni novanta hanno prodotto importanti evidenze scientifiche che hanno influenzato positivamente le nuove strategie sanitarie e non violente di prevenzione e risposta alla pandemia da oppioidi, oggi riconosciute da organismi nazionali e internazionali come l'OMS e UNODC.

## Onorificenze
- Medaglia d'Oro al Merito della Croce Rossa Spagnola (2002)
- Medaglia della Croce Rossa Slovacca per "l'Umanità, la Solidarietà ed il Servizio Volontario" (2003), ricevuta dal Presidente della Repubblica Slovacca Rudolf Schuster
- Medaglia d'Oro al Merito della Croce Rossa Sammarinese (2005)
- È cittadino onorario della città di Bagni di Lucca (2005)
- Medaglia di Vermeil della riconoscenza della Croce Rossa Monegasca (2008), ricevuta dal Principe Alberto II di Monaco
- Medaglia dell'Ordine Katarine Zrinske per alti meriti in campo umanitario (2008), insignito dal Presidente della Repubblica Croata, Stjepan Mesić
- Attestato di Civica benemerenza conferito dalla città di Cagli (2008)
- Encomio solenne con medaglia d'argento “al Merito” dalla città di Minturno (1997)
- Socio Onorario della Croce Rossa Croata (2007)